# Gymnallabes
Gymnallabes es un género de peces de la familia Clariidae en el orden de los Siluriformes.

## Especies
Las especies de este género son:
- Gymnallabes nops T. R. Roberts & D. J. Stewart, 1976
- Gymnallabes typus Günther, 1867